# Celso Luiz Scarpini
Celso Luiz Scarpini (Porto Alegre, 27 novembre 1944 – Porto Alegre, 23 settembre 2022) è stato un cestista brasiliano.

## Carriera
Con il Brasile disputò i Giochi olimpici di Città del Messico 1968.